# Tour Atlas (Casablanca)
Pour l’article homonyme, voir Tour Atlas (Liège).
La Tour de l'Atlas est située à Casablanca dans le quartier des affaires, près du port de Casablanca. Elle se compose principalement de bureaux.

## Galerie de photos

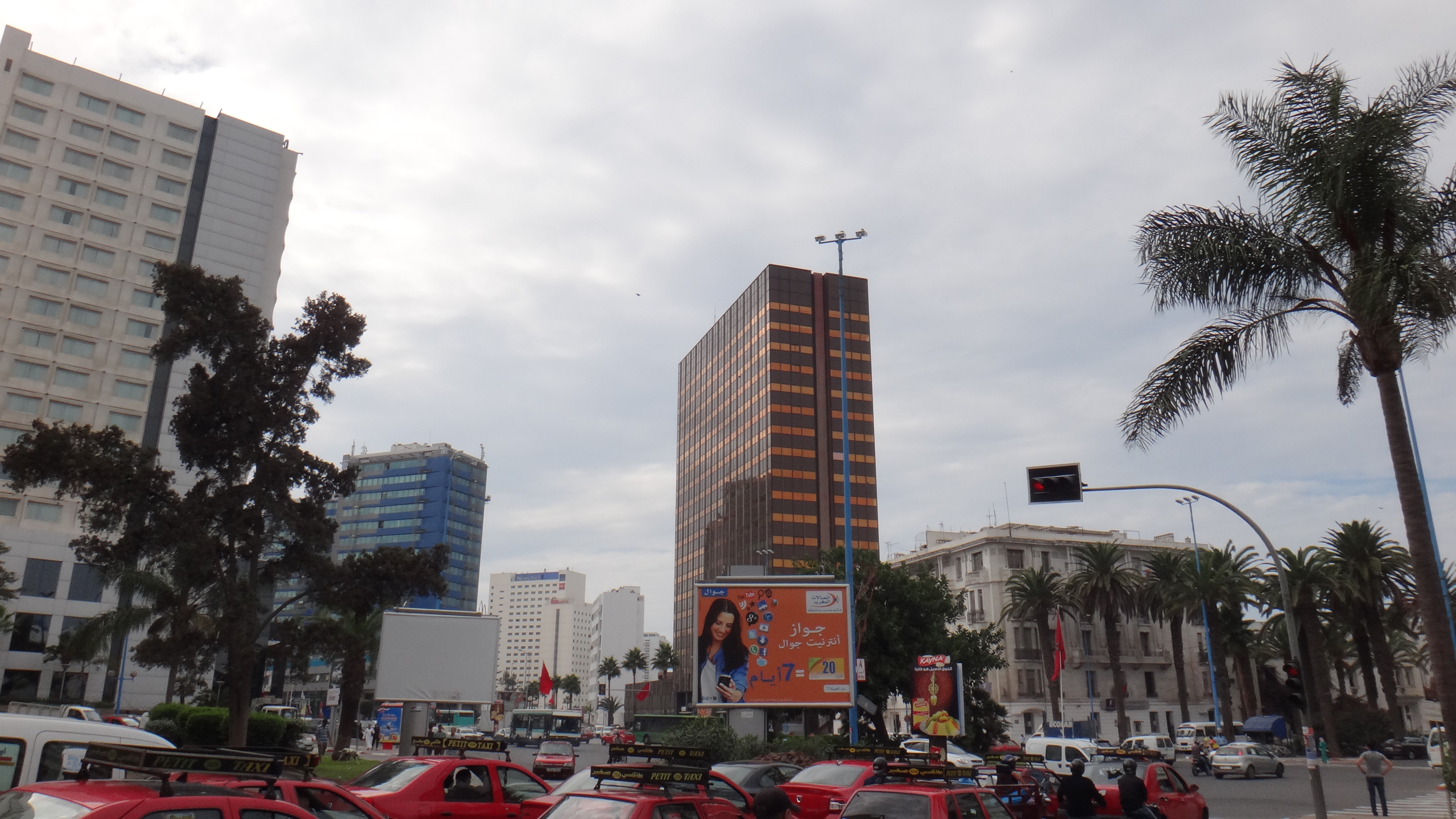
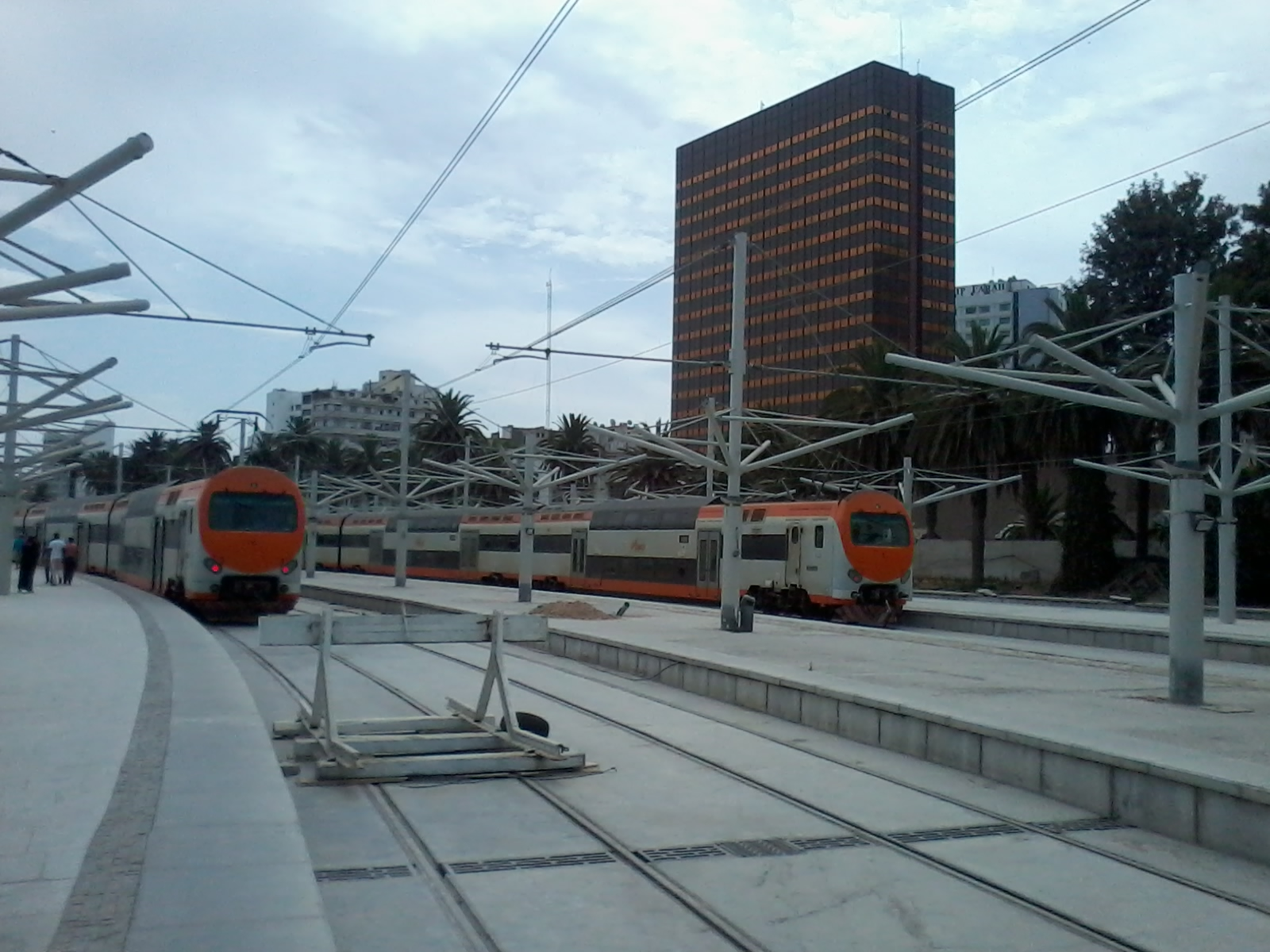
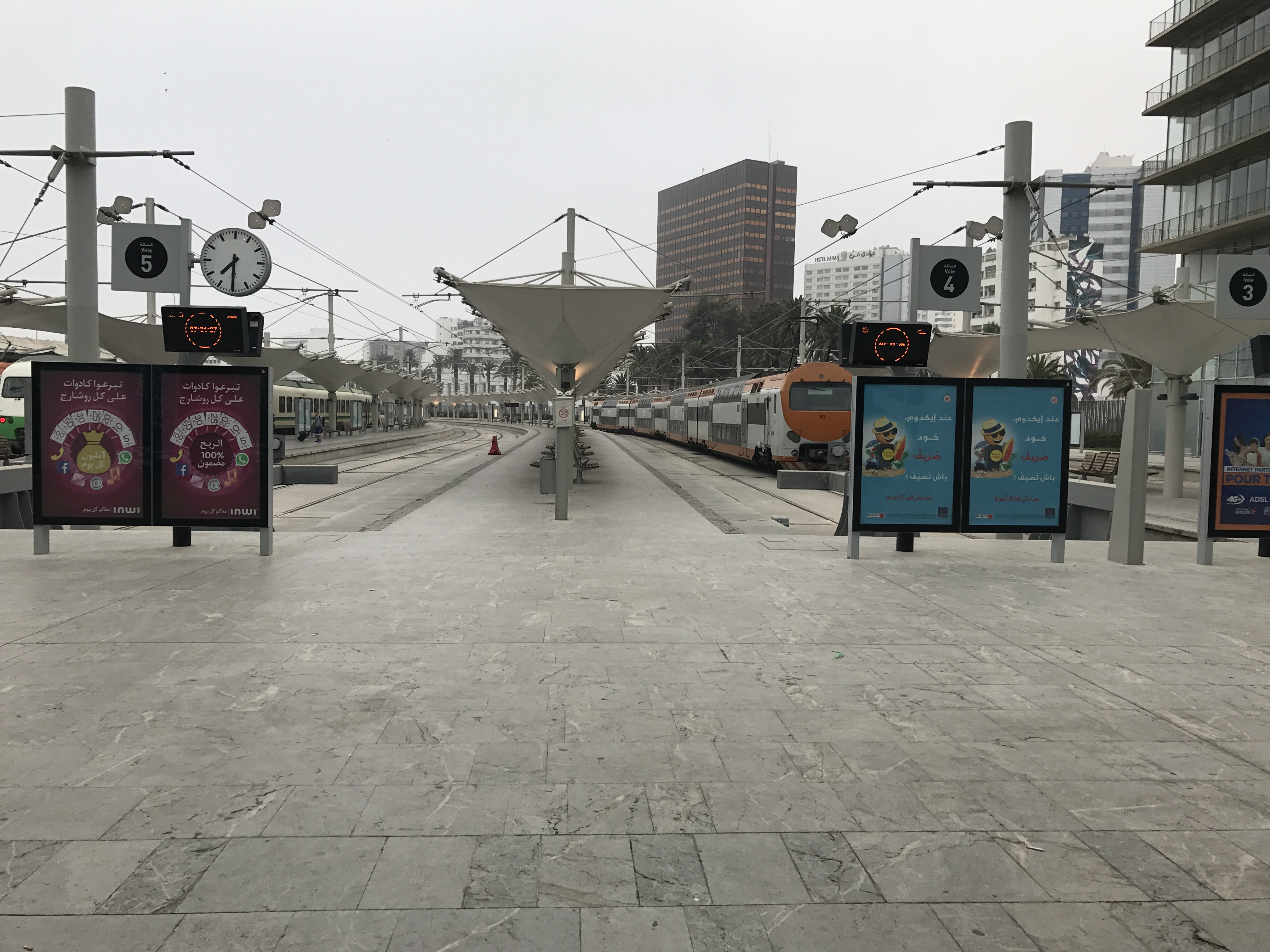